# Paul Funk (Landrat)
Paul Funk (* 4. Juli 1899 in Oettingen; † unbekannt) war ein deutscher Landrat.

## Leben
Er trat zum 1. November 1932 der NSDAP bei (Mitgliedsnummer 1.254.240) und erhielt die Funktion eines Kreisleiters. Von Ortelsburg kommend wurde er als Kreisdeputierter und Kreisleiter am 3. Dezember 1940 zum kommissarischen Landrat des Landkreises Mielau eingesetzt. Mit Wirkung vom 1. Januar 1942 übernahm er offiziell dieses Amt in Sichelberg. Er blieb bis Januar 1945 im Amt. In dieser Zeit musste er ab Beginn 1943 auch den Landrat Erich Matthes aus Zichenau vertreten.